# Pierre Antoine Poiteau
Pierre Antoine Poiteau (ur. 23 marca 1766 w Ambleny, zm. 27 lutego 1854 w Paryżu) – francuski ogrodnik, botanik i artysta sztuki botanicznej.

## Życiorys
Pochodził z biednej rodziny. Jako dziecko zaczął pracę w handlu jednak często od ciężkiej pracy podupadał na zdrowiu. Swoją wczesną karierę botaniczną rozpoczął jako ogrodnik w Jardin des Plantes. Zaczął się więcej uczyć, gdyż miał poważne braki w języku francuskim oraz łacinie. Zapoznawał się z dziełami naukowymi oraz malarstwem botanicznym pod pieczą samego Gerarda van Spaendocka jednak największy wpływ na rozwój jego talentu miał Redouté. W ogrodzie paryskim wywarł duże wrażenie i został wytypowany do założenia ogrodu botanicznego w Bergerac.
Kolejnym etapem w jego karierze było otrzymanie zaproszenia na wyprawę do kolonii francuskiej na Santo Domingo gdzie miał zająć się badaniem roślin egzotycznej wyspy. Po trudnych początkach i założeniu ogrodu botanicznego zaczął ilustrować napotkane rośliny. Nauczył się malować rośliny od żołnierza armii francuskiej i botanika Pierre Jean Francois Turpina. W zamian Poiteau nauczył Turpina ogrodnictwa i botaniki. Po burzliwych politycznych przemianach w Santo Domingo 1801 roku powrócił do Paryża przywożąc ze sobą 600 nasion i kolekcję 1200 opisanych gatunków roślin. Współpracował z Turpinem oraz innymi artystami i zaczął wydawać przedstawienia botaniczne z dalekiej podróży.
W 1815 roku został mianowany na ogrodnika Wersalu. W 1818 roku wraz z Joseph Antoine Risso wydali w dwóch tomach Histoire naturelle des orangers przedstawiające 169 plansz pomarańczy, ich historii, hodowli, pielęgnacji oraz chorób tych roślin. Dzieło to dało mu największy rozgłos i popularność.
W 1818 roku został wysłany do Gujany Francuskiej w celu uprawy ziem królewskich, gdzie poszerzył wiedzę botaniczną i zoologiczną. Po powrocie w 1822 roku został ogrodnikiem Fontainbleau i otrzymał status królewskiego ogrodnika. Po kolejnej zmianie władzy w 1830 roku, Poiteau poświęcił się pracom naukowym i ilustratorskim. Zmarł w Paryżu w 1854 roku.
Jego imieniem (Poit.) nazwano 36 gatunków roślin i grzybów.

## Galeria

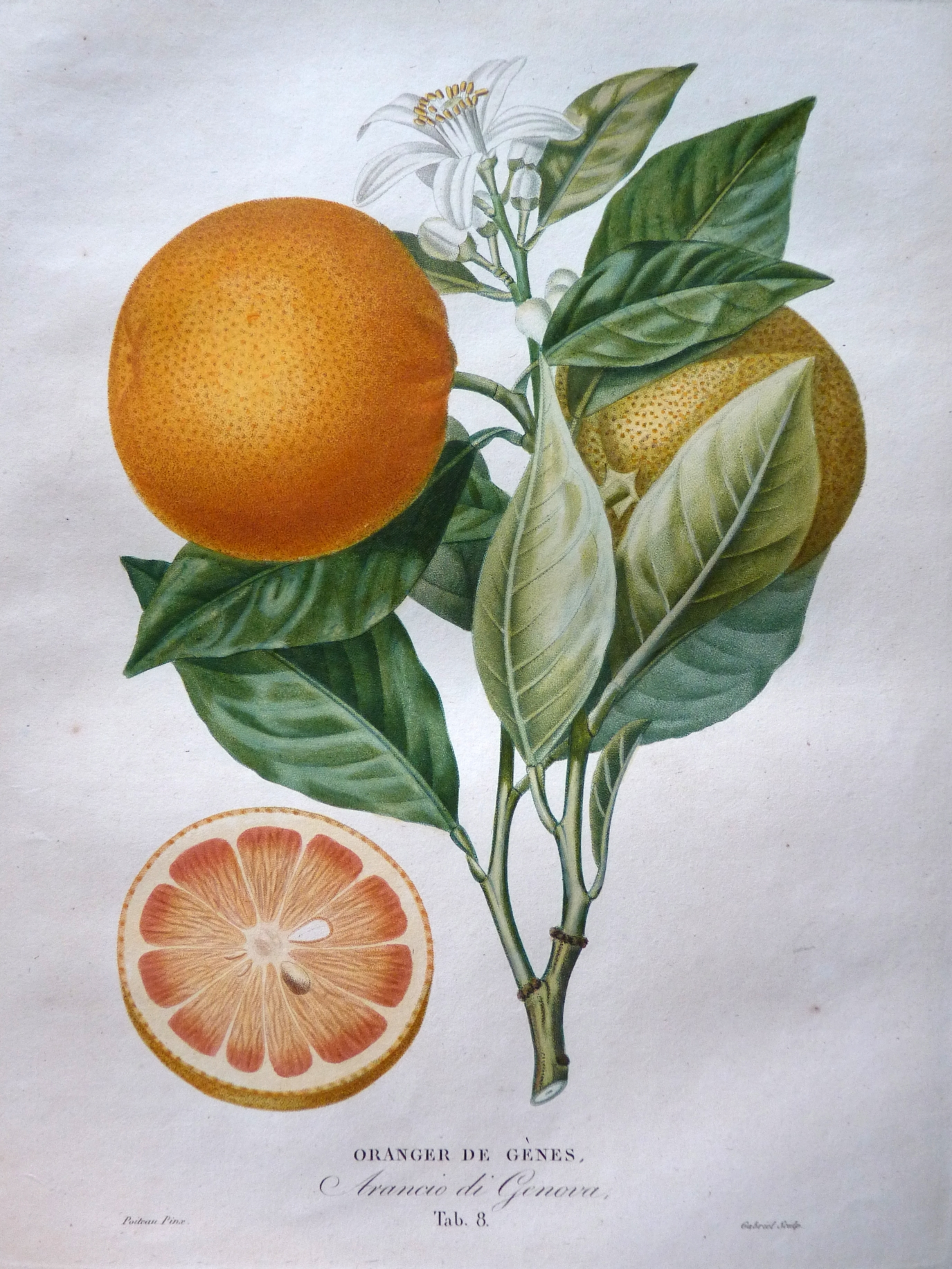
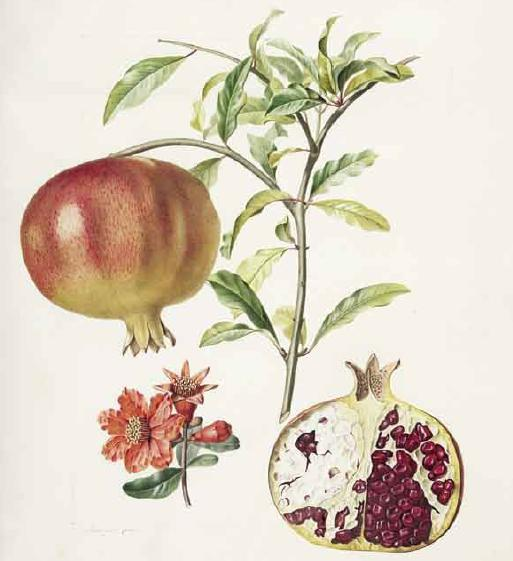
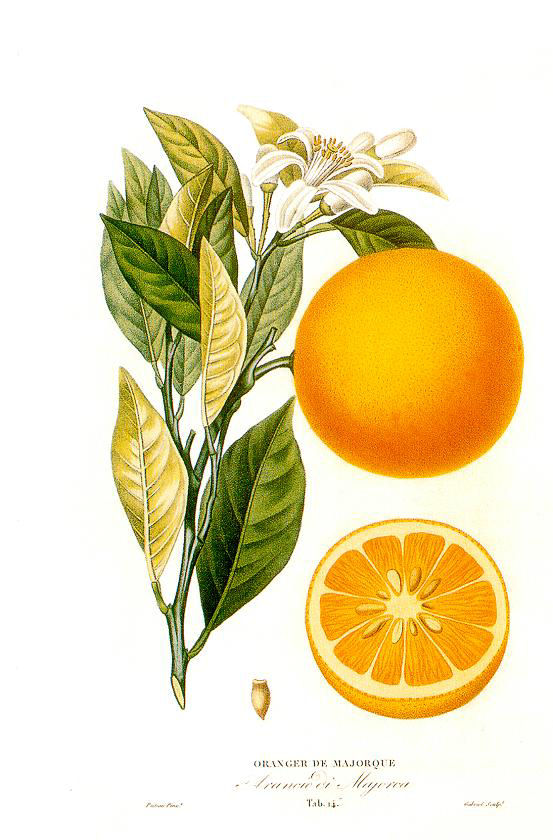
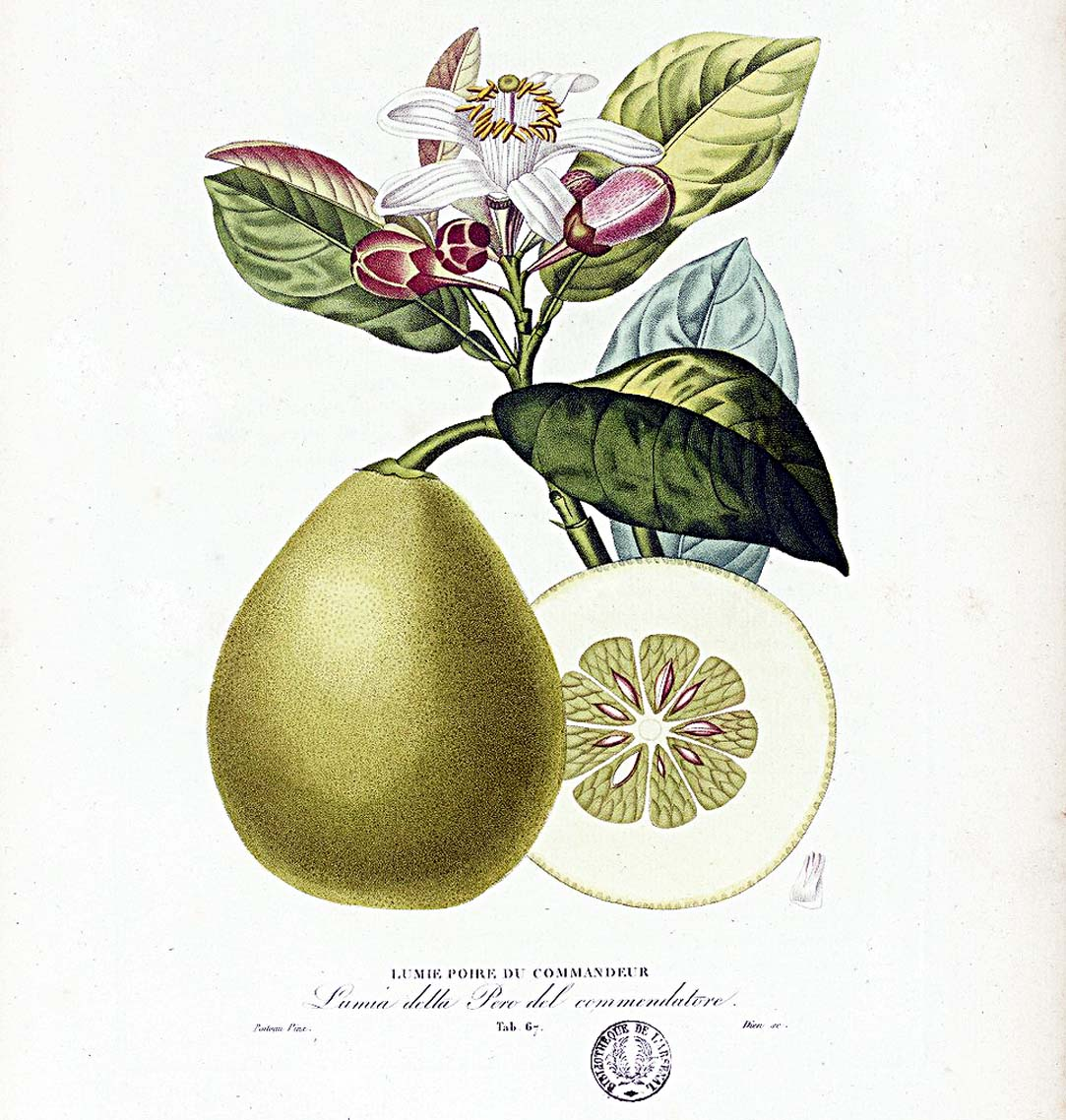
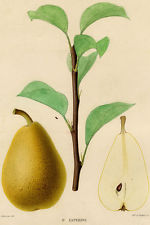

## Twórczość
- Histoire Naturelle des Orangers (1818 wraz z Risso)
- Traité des arbres fruitiers (1835 wraz z Turpinem)
- Pomologie française (1846)
- Revue horticole (pismo ogrodnicze którego był założycielem od 1829 roku)
- Flora Parisiensis
- Cours d’horticulture (1848, 1853)